# أودو فويجت
أودو فويجت (بالألمانية: Udo Voigt) (و. 1952  م) هو سياسي، وعالم سياسة ألماني، ولد في فيرزن، هو عضوٌ في الحزب الوطني الديمقراطي (ألمانيا). يعرف بمعاداته للسامية وانتقاده للإسلام. تولى منصب عضو في البرلمان الأوروبي (منذ 1 يوليو 2014).

## روابط خارجية
- أودو فويجت على موقع مونزينجر (الألمانية)